# Francuska Kompania Wschodnioindyjska

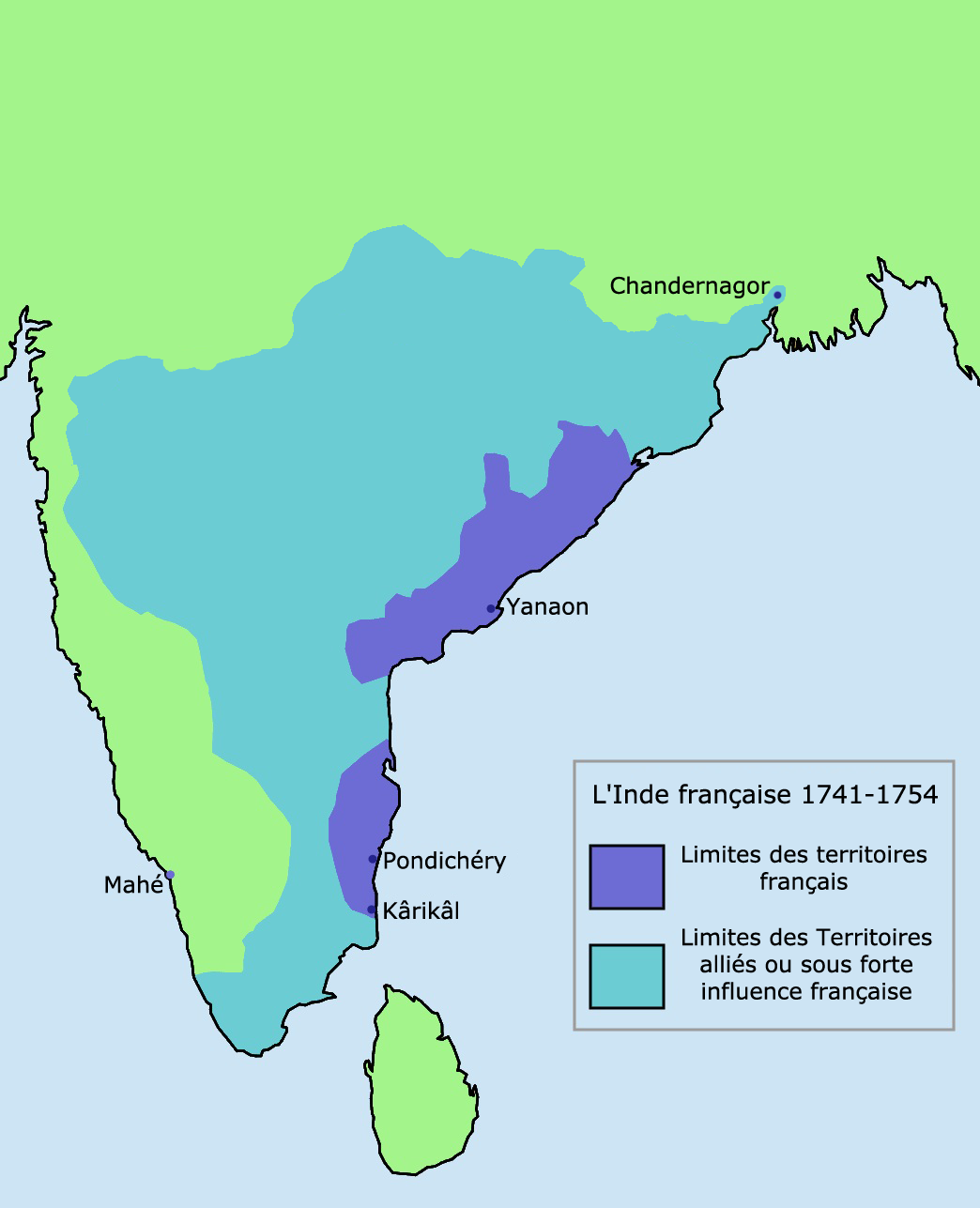
Maksymalny zasięg wpływów Francuskiej Kompanii Wschodnioindyjskiej w latach 1741–1754.
Kolor ciemnoniebieski – terytoria należące do kompanii.
Kolor jasnoniebieski – terytoria w mniejszym lub większym stopniu pod wpływem kompanii wschodnioindyjskiej.

Francuska Kompania Wschodnioindyjska (fr. Compagnie des Indes orientales) – kompania handlowa powstała w roku 1664, w celu konkurowania z Brytyjską Kompanią Wschodnioindyjską i Holenderską Kompanią Wschodnioindyjską.
Kompania została zaplanowana przez Jeana-Baptiste'a Colberta i powstała pod patronatem króla Francji Ludwika XIV. Pierwszym generalnym dyrektorem kompanii został François Caron, który wcześniej pracował przez 30 lat dla Holenderskiej Kompanii Wschodnioindyjskiej, w tym 20 lat w Japonii. Kompanii nie udało się sponsorować francuskiej kolonii na Madagaskarze, ale z sukcesem założyła na pobliskich wyspach Bourbon i Île-de-France (dzisiejsze wyspy Reunion i Mauritius) porty handlowe.
W 1719 zaczęła swą działalność w Indiach, ale kompania była bliska bankructwa. Wtedy też doszło do fuzji z Francuską Kompanią Zachodnią założoną w 1717 przez Johna Lawa i Francuską Kompanią Afrykańską założoną w XVII w. Od 1720 kompania prowadziła działalność pod zmienioną nazwą „Compagnie Perpétuelle des Indes”. Wraz z upadkiem imperium Mogołów Francja poprzez swą Kompanię Wschodnioindyjską zaczęła brać udział w polityce Indii, broniąc swych interesów, zawierając pakty polityczne z lokalnymi przywódcami w Południowych Indiach. Od 1741 Francja, pod patronatem Josepha François Dupleix, prowadziła agresywną politykę przeciw Anglii w Indiach. Kompania została rozwiązana w 1769 ze względu na zły stan finansów. Kilka portów handlowych założonych przez Francuską Kompanię Wschodnioindyjską w Indiach, takich jak Pondicherry i Chandernagore, pozostało jednak w rękach francuskich do 1949.